# Minor Arguedas
Minor Arguedas Rojas (Atenas, 24 de julio de 1967) es un exfutbolista costarricense. Es el actual técnico del Municipal Grecia de la Liga de Ascenso costarricense y de la Selección de Costa Rica.
Arguedas fue jugador de varios equipos como Promesas de Saprissa, Curridabat, La Unión, Valverde Vega y Orotinense. Como técnico ha dirigido en ligas menores a Carmelita y Alajuelense, mientras que en la Liga de Ascenso al Municipal Grecia, Arguedas cuenta con licencia Clase A.
Desde el 2012 dirige a la Selección de Ascenso desde que se formó dicha selección a mediados de febrero del presente año.  Ha tenido varios partidos en suelo tico pero en México fue su debut en partidos internacionales, donde en la Copa México Continental logró avanzar hasta la serie de semifinales.